# BALMUDA Phone
BALMUDA Phone（バルミューダフォン）は、2021年（令和3年）11月26日にバルミューダ株式会社が発売した5Gスマートフォンである。従来のスマートフォンに対するアンチテーゼとして開発され、曲線のみで構成されたデザインを特徴とする。キャッチコピーは『コンパクトでエレガント』。
2021年11月16日に発表された。生産は京セラ社に委託し、販売はバルミューダ社およびSoftBank社が行う。カラー展開は黒と白の2種類。
バルミューダ社はそれまでトースターや扇風機といった調理機器や生活家電製品を独自の高級路線で開発してきた企業であり、同社が初めてスマートフォン市場へ参入したことで大きく注目された。
2023年5月12日、端末開発は続けていたものの同事業の終了を発表した。

## 開発背景

### 開発へ至る経緯
2021年11月16日に行われた本製品の発表会で、バルミューダ代表取締役社長かつチーフデザイナーの寺尾玄は、同社がスマートフォンを開発するまでの経緯を次のように語った。
- 寺尾はバルミューダを創業する前、ロックミュージシャンになることを夢見て20代を費やした。
- 夢のために貧しい暮らしを送る中、パソコン黎明期のシリコンバレーに関する書籍を読んで刺激を受けた。
- ミュージシャンを諦めた寺尾は、「夢は諦めたが、人生が終わったわけではない。科学技術と自分のクリエイティビティを紐付けてみよう」という思いでバルミューダを創業した。
- 最初に開発したのはノートパソコンの冷却スタンドであった。その後、さまざまな経営危機を乗り越えながら製品ラインナップを拡充してきた。
- 2020年（令和2年）の正月、寺尾は初めて「この会社はしばらく潰れないだろう」と感じた。そこで「自分が一番やりたかったこと」を振り返り、パソコンを思い浮かべた。しかし、すでにパソコンは手のひらに乗る大きさになっていた。それはスマートフォンであった。

### スマホの画一化・大型化への問題提起
発表会などで寺尾は本製品のようなスマートフォン（スマホ）を開発した動機を次のように挙げた。
- 今のスマホはあまりにも画一的になってしまった。選択の自由が失われているのではないか[1]。
  - スマホは非常に個人的な道具だと思う。なのに、他の人と区別のつかない道具を使っている我々は、まるで校庭に整列している生徒のようだ[3]。
  - Apple社は『iPhone』を発売し、スマホ市場を牽引してきた。しかし、iPhoneがスタンダードになりすぎてしまったことで他のメーカーも追随した結果、スマホは均一な板状のものばかりになってしまった[10]。
    - それがAppleの弱点であり、バルミューダのチャンスではないか[10]。
- また、スマホの画面が毎年どんどん大きくなってきたことにも、フラストレーションを感じていた[11]。
  - 従前『iPhone XS』を使っていたが、限界の大きさだった。快適に使えたのは『iPhone 6』までであった[12]。

上記のように近年のスマホが画一化・大型化してきたことを懸念し、本製品は個性的かつ小型で持ちやすいスマホを志向した。
2020年にiPhone SE (第2世代)（4.7インチ）が出ていることにはなぜか言及していない。EngadgetはiPhone SEと本製品の比較記事を発表している。

### スマホ依存への問題提起
また寺尾は現代社会における人々のスマホへの依存を危惧したといい、次のように述べた。
- 我々はスマホの画面を見るために生きているのではない。素敵な人生を送るために生きているのであって、スマホはあくまでもそのための補助をする道具だ。
- 人生にとって重要なことはだいたい画面の外で起きている。我々はスマホの画面に釘付けになりすぎているのではないか。
- パソコンの父であるアラン・ケイが述べたように、コンピューターは人がいい時間を過ごすための道具であるべきで、今はこの状況を変えるためのチャレンジをしなければいけない時期だ[12]。

だがiOSやiPadOSにはスクリーンタイムという使用時間を厳密に把握できる機能があり、時間を制限することも可能である。スクリーンタイムが実装されたのは本機種が発売されるより3年前の2018年9月リリースのiOS 12からである。また、2021年9月リリースのiOS 15からは「集中モード」という通知を管理する機能が追加されており、スマホ依存しないように対処可能である。Androidも2018年11月にリリースされたGoogle謹製の「Digital Wellbeing」という機能で使用制限が可能であり、この機能は本機種特有のものではない。

### 製造・販売へ至る経緯
同社がスマホを開発することを決定したのは2020年の新年だったが、それ以前からも検討は行われていた。開発を担当したモバイルデバイス事業部の高荷隆文は、3年ほど前からデザインスケッチなどを描いていたという。
それまで同社が新製品を開発する際には社内で試作品を作って体験してきたが、スマホではそれが困難であった。製造法を議論しているうちに、新型コロナウイルス感染症（COVID-19）が拡大したことで日本国外へ出張に行けなくなった。

#### 製造メーカーの決定
国外のODMメーカーとオンラインで打ち合わせを行ったものの、納得のいく製品を作れるかどうか確信を持てなかった。そんな中、2020年夏に京セラ社と商談が進み、製造依頼を決定して具体的な製品仕様を決定していった。

#### 販売キャリアの決定
同時に通信事業者（キャリア）とも交渉を行った。複数のキャリア担当者と面会した上で、寺尾が「ソフトバンクの担当者と仕事がしたい」と決断し、ソフトバンク社からの販売が決まった。

### 5G通信への対応
当初、モバイル通信規格については4G通信のみに対応させることを想定し、2021年春の発売を予定していた。
しかし、開発途中であった2020年の秋に、ソフトバンク社の常務執行役員である菅野圭吾から「絶対に5G通信に対応してください。そこは譲れません」という強い要望を受けて設計変更を余儀なくされ、5Gに対応させた。そのため、発表・発売が2021年の11月へと遅れた。
なお、寺尾は菅野について本製品発売の「キーマン」と評価しており、菅野を「フランクで前向きな姿勢。たまにバルミューダが（菅野に）負けているんじゃないかというぐらい、ポジティブな発言をする。想像はしていたけど、先進的でチャレンジング」と称賛している。

### 最適なサイズの追求
寺尾は特に画面の大きさにこだわった。4.5インチから5.5インチまで、0.1インチ刻みで最適なものを追求した結果、『4.8インチ』が至高であると結論づけた。
しかし、上述のとおり途中で設計を変更したため部品が筐体に入りきらなくなり、やむをえず『4.9インチ』に変更したという。寺尾は「各所のアールやカーブも調整し、中のレイアウトも変更した。3カ月はゆうに掛かった」と苦労を語っている。
開発担当者の高荷は「iPhone 3GS などの初期のスマホは、手に馴染むサイズだった。それがこの10年でどんどん大きくなり、道具としての一線を超えたのではないか。スマホとして使う最適なサイズを分析した」などと語った。なお、企画段階ではカメラを搭載しない案もあったという。

#### iPhone 12 mini との比較
なお、開発途中の2020年11月に『iPhone 12 mini』が発売された（iPhoneに小型の『mini』シリーズが新たに追加された）際には、寺尾はすでに本製品を開発中であったため「ドキッとした」が、その画面サイズは5.4インチと、本製品よりもやや大きかったため、「ギリギリいける」と安堵したという。

### 開発費の増大
本製品の基本性能は当時のスマホとして中堅程度（ミドルレンジ）であるが、価格は10万円以上と、性能に対して比較的かなり高額である。
理由について寺尾は、独自のアプリケーションなどのソフトウェアの開発費が想定以上となったほか、画面が直線を含まない特殊なデザインであるため独自の部品を開発したことなどがコスト増加の要因だと説明した。

## 特徴

### 小型・軽量
バルミューダ社は次のように提唱している。
私たちがBALMUDA Phone をお勧めしたい一番の理由は、そのサイズにあります。当然ながら画面は見るものなので、大きい方が便利です。しかし、スマートフォンは同時に、手で持って使うもの。持ちやすいサイズ。こちらも同様に重要な価値だと考えます。
本製品の画面サイズは4.9インチと、当時のスマホとしては珍しい小ささである。同時期の小型スマホとして代表的な『iPhone 13 mini』（5.4インチ）よりも小さい。重量も138グラムと、5G通信対応スマホとしては世界でも最も軽い水準である。

### 曲線のみの構成
同社はまた次のように提唱している。
私たちの手は、板状のものを持つために造られていません。古来から人類の手は多くのものを持ってきました。木の枝を握ったり、トマトを摘んだり。
BALMUDA Phone は、自然に手に馴染む形状を目指してデザインされました。
本製品は『曲線だけで構成された唯一のスマートフォン』をうたい、筐体には背面から側面、前面、画面に至るまで、直線を一箇所も含まないことを特徴としている。画面や筐体の縁すら微妙な曲線を描いており、直線的な部分がみられない。
寺尾が「十数年ぶりに自らデザインを手掛けた」という。デザイン作業には1年半もの期間を費やし、量産設計を担った京セラとさまざまな議論を重ねた末に実現した。

### 背面デザイン
筐体の背面はカメの甲羅のようなドーム型の形状で、2008年の『iPhone 3G』を意識させる大きさとデザインをもつ。
背面の素材は合成樹脂だが、ザラつきをもつマット調の素材で滑りづらく、他のスマホとは一線を画する。寺尾は他のスマホに用いられる金属やガラスといった素材について「全てピカピカで、半年、1年使っていくとどんどん劣化していく」と批判した。
本製品は「河原に落ちている石」を意識し、革製品や木材、デニムのように、使い込むうちに経年劣化で味わいが出てくる質感を目指して、シボ加工（梨地）の上にさらに特殊な塗料を重ねた。この技術について特許も出願したという。
また、電源ボタン兼指紋認証センサーや、着信などを知らせる通知LED、さらにスピーカーなども背面に設置されている。

### 左手持ちの右手操作
本製品は「左手で持ち、右手で操作する」ことを想定して設計されており、寺尾もそのように使っている。左手の人指し指で、背面の左上にある指紋認証つき電源ボタンを押すことが推奨される。これはバルミューダ社内でも意見が分かれたという。

### 独自機能

#### 専用アプリ
バルミューダ社が独自に開発した本製品専用のアプリケーション（アプリ）を複数搭載している。ホーム画面のランチャーや、カメラ、スケジューラ、計算機、メモ帳および時計などに独自のアプリが用意された。
同社の製品では『体験』の価値を重視していることから、「ハードウェアだけ売るわけにはいかない」としてアプリも開発したという。
例えばスケジューラやメモ帳では、二本の指でピンチイン・ピンチアウトすることにより表示範囲を迅速に調整でき、直感的な操作を可能とした。特にスケジューラは寺尾の一押しで、「スマホの縦表示に合わせてカレンダーの表示様式を変えようと開発した」といい、「来年2月の予定」などを探すのに便利だという。また計算機アプリでは、「億」や「万」といった、日本などの漢字文化圏に適した表示が可能である。
カメラアプリは京セラが開発したものを基本とするが、独自開発した『フードモード』では食品の撮影に注力し、「インスタ映え（美しく目を引く）」する料理の写真を撮影できる。これにはバルミューダの調理家電部門で多くの料理を撮影してきた従業員が開発に携わった。
さらに、専用アプリは発売以後も順次追加していく予定であり、翌2022年までに10種類以上の投入を目指すという。

#### ユーザインタフェース
また、ユーザーインタフェースも独自に設計した。フラッシュライトのON/OFFボタンはバルミューダ社が販売するランタンをモチーフとし、機内モードのボタンはかつての超音速旅客機『コンコルド』のものを取り入れた。
さらに、着信音や目覚ましアラーム音には、寺尾がかつて一緒にミュージシャンを目指した仲間とともに作った曲を収録した。寺尾は「映画館や電車の中でも怒られないような、素敵な音を目指した」と語った。

## 基本性能
基本性能（スペック）については、本記事上部の表を参照のこと。

## 論評
本製品は発表直後から大きな反響を呼んで賛否両論となった。否定的な意見も多かった。

### 持ちやすさに対する評価
ITジャーナリストの石井徹は、本製品の持ちやすさを高く評価して次のように述べた。
手に取ったときのホールド感はひと味違う。スマホを持った状態で親指を動かしても安定感を持って支えられ、板状のスマホにありがちな、操作中に親指の腹がつる違和感もない。スマホを持ったまま手を振ってみても、手に吸い付くように安定している。この持ちやすさは板状の大画面スマホではなかなかないものだ。
率直に感じたのは「手に取ると印象が変わる」という点だ。手へのなじみ方はごく自然で、ザラザラした背面がホールド感に寄与している。この形状を作るために大きな開発費用をつぎ込んだというなら、悪くはない投資ではないと感じた。
一方で石井は「机に置いたときに安定しない」という欠点を指摘し、「厚みがあるため自撮り棒やカーマウントへの装着も難しいだろう」と述べた。
同じくITジャーナリストの山根博士も、持ちやすさを評価した。山根は「背面のカーブが心地よく手のひらにフィットする」「『小さい端末は他にもある』という声も聞かれるが、『iPhone 12 mini』などの側面が角ばった端末とは全く異なるし、『Rakuten Mini』などの小型軽量で存在感をあまり感じられない製品とも違う」「心地いい感触」などと評した。

#### 背面素材に対する懸念
ただし一方で山根は背面のプラスチック素材について「ロゴ部分に汚れがたまるのではないか」「色移りするのではないか」などと懸念している。また「10万円もするのにプラスチック筐体というのは価格相応ではない。『使い続けていくうちに味が出る製品』なら、本革やヴィーガンレザー仕上げにしてほしかった」と述べた。

### 小型スマホの需要に対する議論
本製品と同様に「小型で持ちやすい」ことを訴求した同時期のスマホである『iPhone 13 mini』は、販売不振と伝えられていた。
発表時にこれを指摘された寺尾は「（不振といっても）iPhoneシリーズ内では比較的不振というだけで、そもそも莫大な数が売れている。iPhone 13 mini を他のスマホメーカーと比べれば、トップレベルに売れているのではないか」と述べ、小型スマホには一定の需要があるという認識を示した。

### 防水性能に対する不安
ITジャーナリストの篠原修司は発表同日、本製品の防水性能について次のように指摘した。
- いわゆるバルミューダのおしゃれ家電シリーズのひとつとして見た場合、納得できるデザインと価格かもしれないが、注意すべきは防水性能の低さだ。 10万円という価格ながら、IPX4の生活防水レベルでしかない。
- IPX4は「あらゆる方向からの水の飛沫を受けても有害な影響を受けない」というものであり、流水には弱い。 そのため、台所で使おうとして誤って水がかかってしまった場合、故障する恐れがある。

### 電池容量に対する不安
本製品の電池容量は2500mAhと、同時期のスマホとしては少ない。

### 独自アプリに対する不安
石川温はオリジナルアプリを差別化要素に置いている点を評価するとしつつも、日本のメーカーはかつて同じことをしていた（「ガラパゴススマートフォン」を参照）がAndroid OSがアップデートされると、その度に修正を余儀なくされるために修正コストがかかることを指摘し、ホーム画面のユーザーインターフェースをオリジナル化しても、Android OS自体がガラリと変わると、とんでもない修正を余儀なくされるため「Googleに振り回されるより、素直にGoogleアプリを載せておいた方がコストもかからないし、ユーザーとしても他のスマートフォンから乗り換えても、すぐに使えるという安心感がある」と評している。

### スマホの画一化という懸念への反論
本製品は2021年現在のスマホが画一化しており、iPhone 13 miniと比較しても小型だと売りにしているが、石川温は「Andoridに目を向ければ、それこそ1万円台から20万を超えるもの、小さな画面から大きな画面、折りたたみなど選択肢は豊富に存在する」と評している。どれも同じに見えると語る寺尾社長はSamsung Galaxy Foldなどの存在に全く言及していない。

#### 想定される用途
開発推進者である寺尾のスマホの使い方としては、「Microsoft Teamsによる商談や電子承認」「プライベートの電話、メッセージ、ウェブブラウザ、スケジュール管理、目覚まし時計、計算機などをフルに使っている」という。
ITジャーナリストの盛田諒はこれについて、「SNSやゲームについては言及していない。確かにそれなら2500mAhでも夜まで持ちそうだ」「私のように常に片手にスマホを持ち、『Twitter』や『Pikmin Bloom』で激しく電池を消費する者は対象から外れそうだ」と分析した。
また、本製品を愛用しているはずの寺尾社長のTwitterの発信元は「Twitter for iPhone」となっており、iPhoneからつぶやきを投稿している。

#### 石井徹による批判
石井徹は発売前の11月18日、電池容量について次のように批判した。
- 電池容量の小ささが気になる。『iPhone 13 mini』と同程度に小さい。
  - 本製品が採用したAndroid OSは電池消費においてiOSよりも不利である。プロセッサも比較的高速であり、画面も小ささの割に解像度が高いため、電池保ちではかなり厳しいのではないか。
  - 公表された連続通話時間は約260時間だが、同程度の性能として競合する他のスマホでは、『AQUOS zero 6』が約610時間、『Xperia 5』が約510時間となっている。本製品はそれらの半分以下である。
- 本製品に掲げられたコンセプトは「スマホは人がよりよく生きるための補助道具である」だという。これは、小さい画面と少ない電池によって、人々をスマホに熱中させるようなカメラやSNS、ゲームから遠ざけるという意味合いがあるのかもしれない。
  - しかし、この言葉が、実用面での『体験価値』を損なうような性能の言い訳となっている可能性はないだろうか。

### 価格に対する批判

#### 石井徹による論評
石井徹は同18日、上述のとおり持ちやすさを評価した上で、本製品が「体験価値のわりに高価である」として、次のように批判した。
- スペック（基本性能）だけ見れば、割高感は否めない。
  - 本製品が搭載するSoCのSnapdragon 765は、2020年冬にSoftBankが発売した『AQUOS zero5G basic』（6万5,520円）、京セラが製造した『TORQUE 5G』（8万8,885円）のものと同一である。
  - 一方、本製品はSIMフリー版でも10万4,800円、さらにSoftBank版は14万3,280円と、両機種の価格を上回っている。
    - ただし、実際の販売時には店舗によって値引きが行われ、購入価格はこれより安くなることもありえる。
- 10万円のスマホとしてふさわしい質感や性能を備えているかというと、足りない部分はかなり多い。
  - ディスプレイ（画面）には液晶でなく有機ELを採用してほしかった。
  - 液晶画面内のパンチホールカメラは、カメラ周辺の穴を大きく開ける必要があるため、本製品の小さい画面の中では目立つ。
  - ディスプレイの画質自体も、他社のハイエンド（高価格帯）モデルと比べると見劣りする。
  - カメラアプリにはこだわりがほとんど反映されていない。カメラのユーザインタフェースには作り込みが足りず、被写体に応じて手動でモードを選択する必要がある。
- 独自アプリはパスポートをモチーフとしたデザインで統一感があり、動作も悪くない。スケジューラアプリは独創的で、使い勝手も良さそうに見える。
- 一方、メモ帳アプリは複数のデバイスで共用できることが重要だが、本製品の専用アプリはPCや他のスマートフォンとの同期という面で、使い勝手に疑問が残る。
  - また、時計アプリに関しては、目覚まし時計の設定は音声入力のほうが快適に操作できるのではないか。
  - さらに計算機アプリには、他社で多く搭載されている関数電卓の機能がない。かわりに『億万ボタン』が搭載されるが、使用機会には疑問がある。
- 本製品は良くも悪くもバルミューダらしい。手に取った際の持ちやすさは確かに近年のスマホで軽視されがちな部分を満たしている面もある。『1％の人に刺さるデバイス』としては成立し、実用性も及第点にあるとは思える。
- 今後の課題は継続的なアフターサポートを行えるかどうかだろう。スマホで満足な体験を生むためには、販売後もアプリを継続的に改良し、OSバージョンアップを提供していく必要がある。そこにバルミューダ社の姿勢が試される。

#### 石野純也による論評
ITジャーナリストの石野純也は発売前の11月20日、本製品の価格について次のように批判した。
- もちろん価格設定はメーカーの自由である。新参メーカーが1機種だけのために独自のデザインやアプリを開発したことで、コストが高かったのも事実だろう。
- しかし、それはあくまでメーカー側の事情にすぎない。同程度の性能で4万円程度のスマホ（OPPOの『Reno5 A』やXiaomiの『Mi 11 Lite 5G』など）と比較すると、本製品でしかできないことは少ない。
- 独特の形状で持ちやすく、所有欲は満たせるものの、スマホとしての機能は独自アプリのほかに差がない。
  - むしろ、小型化のトレードオフとして表示領域が小さいことや電池容量が小さいことで、不利になる部分もある。
- 本製品に落胆の声が多かったのは、他のスマホとの差分に価格差ほどの価値が見出だせなかったためといえる。
- 外観と基本アプリだけの差別化では、スマホ市場、特に10万円以上の高性能市場で戦うことは難しい。その市場では、より本質的な要素での戦いになるからだ。
  - 例えばAppleやGoogleは、省電力性能を満たしつつ処理性能を最大化するためにプロセッサを自社で設計して差別化している。サムスン電子は折りたたんで大きさを変えられる画面で差別化している。ソニーはカメラ撮影のために『Xperia PRO-I』に自社設計センサーを搭載して差別化している。
  - 翻って、本製品にそこまでの売りがあるのだろうか。

- バルミューダ社はこれまで家電製品について『体験価値』を売りに数々の商品をヒットさせてきたが、本製品ではその“必勝パターン”が生かされていない。
  - 例えばバルミューダのトースターはおいしいトーストが焼けるし、扇風機は風が自然である。このように機能は単一ながらも製品の本質を突いた特長があった。
- スマホにとって外観や基本アプリはあくまで『味付け』であり、むしろ上記のようにプロセッサや画面、イメージセンサーとソフトウェア、ネットワークの融合による体験価値の方が本質に近い。
- バルミューダがこれまで家電製品について一点突破的に機能を磨き上げてきた手法と、汎用製品であるスマホとは相性が悪いことも、本製品の売りが分かりづらい要因の一つといえる。
- この不満の大きさは、バルミューダに対する期待の高さの表れの裏返しといってもいい。同じIT機器でも、スマホよりも汎用性が低く、絞り込んだ機能で戦える分野はある。
  - 例えば、フィーチャーフォン（ガラケー）はその一つだ。寺尾氏は「人々はスマホという便利なものにくぎ付けになりすぎている」と語っていたが、それならば機能を削ぎ落とした電話があってもいい。
  - また、デジタルフォトフレームやスマートスピーカーなどでも、バルミューダの特徴を発揮しやすいかもしれない。
  - バルミューダは今後もIT機器を開発していくという。今後の展開を期待して見守りたい。

#### 菊池リョータによる論評
フリーライターの菊池リョータは2021年11月30日、本製品について次のように批判した。
- バルミューダが、創業時から大切にしているのが、「ほかにはない体験」だが、本作は、これまでの製品に比べて、驚きが少ないように思える。
- バルミューダが取るべきだった戦略は、バルミューダ製品との連携である。
  - 2013年にバルミューダは、スマートフォンと家電を連携する遠隔操作アプリ『UniAuto』（2021年現在対応製品は発売していない）をリリースしている。
  - 本製品にも『UniAuto』に近いアプリを搭載していれば、少なくともユーザーにとってわかりやすい驚きを届けられたかもしれない。
  - バルミューダ愛用者は、家電との連携を望んでいたはずだ。
  - 5Gの普及によってモノのインターネット (IoT)の需要が大きくなることから、現段階から、独自の連携を実現しておけば、他社との違いをより明確にできたはずである。
  - 家電との連携を新たな体験の柱にしなかった今、どんな驚きをユーザーに提供していくかが、BALMUDA Technologiesを左右するカギとなるだろう。

### 商業面での評価

#### 石野純也による評価
一方で石野は、バルミューダが発表した売り上げ予想高について、「話題性の大きさに反し、販売台数目標は現実的だ」と考察した（予想販売数：約3万台、売り上げ：約30億円）。本製品は大手通信会社（キャリア）のソフトバンクも正式に販売することから、「発売できた時点で一定の成功を収めた」「京セラが端末を製造していることも、キャリアに納入するための布石と見ていい」と分析した。
石野は「寺尾氏は自社を『整列できない、列からはみ出してしまうバルミューダ』と評していたが、その言葉とは裏腹に、本製品のビジネスモデルは手堅くまとめている」と評価した。

#### 山口健太による評価
同じくITジャーナリストの山口健太も同20日、「大手キャリアが販売することで、安定的な売り上げが期待でき、またアフターサポートや信頼性の面で有利である。新規参入する企業としては、キャリアに採用された時点である程度は成功したといえる。」と考察している。

#### 古田拓也による評価
ITmediaのライターの古田拓也は「バルミューダの携帯端末関連事業は2021年11月から12月末にかけて27億円ほどの売上高を見込んでいる。バルミューダフォンの端末は1台10万3000円であることから、ここから2万6000台程度の出荷を見込んでいることが分かる」「1カ月半ペースで、スマホ全体では単純計算で368万台が出荷される。つまり国内シェアの0.7％で、1000人中993人が『いらない』と思っても、残りの7人が『欲しい』といってくれたら目標を達成できる」と超ニッチな需要を目指した商品であると考察している。

#### 関谷信之による評価
bizSPA!フレッシュのライターである関谷信之は寺尾の「この会社はしばらく潰れないだろうと感じた。そこで自分が一番やりたかったことを振り返ってスマホを開発した」という発言に「報道機関へのリップサービスもあるのでしょう。しかし、バルミューダは2020年12月に東証マザーズに上場したばかり。上場したての企業経営者がこのような発言をしたら、株主は不安になるのではないでしょうか。製品・ブランド・プロモーション面でバルミューダをみてきました。順風満帆だったバルミューダに、暗雲が漂ってきたように思います。」とブランドイメージを傷つけていると評した。

## 影響
本製品の発表後からバルミューダ社の株価が急落し、2021年11月16日の発表時点では5,450円あったが2週間後の12月1日には900円安の4,550円となり、1年後の2022年11月16日時点では2,730円、さらにスマホ事業の撤退を発表した2023年の11月16日時点では1,570円、その後、株価は基本右肩下がりになっており、2024年の最終取引日（12月30日）の終値は900円を切る837円まで値を下げている。これについて複数のメディアは本製品の発表による市場の失望感の現れが原因にあると報じている

。さらに、2021年を皮切りに営業利益が大幅に減少へ転じており、新規客を掴みたいところだがスマホ事業の失敗が尾を引いて広告宣伝費の減少を招いているとされる。

## 沿革

### 2021年
- 5月 - バルミューダ社がスマートフォン市場への参入を発表。[36]。

- 8月6日 - 新ブランド『BALMUDA Technologies（バルミューダテクノロジーズ）』を発表。[36]。本製品は同ブランドの第1号商品であり、寺尾は「従来ブランドの『BALMUDA』をポップソング的なものとすると、『BALMUDA Technologies』は、IT産業のヒーローたちがしのぎを削る世界向けのロックミュージック的な存在。やることは違うが、根本は同じ“体験のBALMUDA”であり、新しい体験価値を生み出していく。」と述べた[11]。

- 11月16日 - 製品発表会を行い、詳細なデザイン、性能、機能や価格などを公表。さらに本製品に続く第2、第3弾の新製品も用意していると述べ、寺尾は「動画を見るには6インチでも小さい」「スマホ以外の、例えばタブレットPCかもしれないし、それ以外かもしれない」と示唆した[13]。

- 11月17日 - 寺尾は「これで世界を変えるつもりはない」「本当の野望は15年後にある」「キーデバイスは30年ごとに変遷する。今から15年後には、量子コンピュータの普及などといった次の大きな変化が起きているはずだ。そこに関与していきたい」などと語った[12]。

- 11月26日 - 寺尾は「批判的意見は想定内である」「大画面とハイスペックを求めるユーザーは、そもそもターゲットではない」「寺尾自身が持ちたいスマートフォンを具現化したもの」などと語っている[37]。

### 2022年
- 2月2日 - OSをAndroid 12に同年夏頃にアップデートする予定だと発表[38]。

- 2月4日 - ソフトバンクの社長である宮川潤一はITmediaの取材に対し「率直に、BALMUDA Phoneを扱ってよかったか」という質問に「良かったと思う。こういうことを始めないと次につながらないと思うので、よかったという答えにさせてほしい。」と返答した[39]。

- 3月3日 - 本製品のカレンダーアプリ「BALMUDA Scheduler」をGoogle Playストアで無料公開。Android 9以降の端末で利用できる[40]。

### 2023年
- 5月12日 - 端末開発は続けていたものの同事業の終了を発表[9]。なお、ソフトウェアップデートは同年11月まで、修理などのアフターサービスは2026年9月末まで継続する[41][42]。。

### 2024年
- 9月30日 - 同日をもって直販店での販売を終了。それ以外の取扱店舗やソフトバンクでの同社向けモデルの販売は在庫が無くなり次第、終了となる[43]。
- （参考）11月22日 - スマホ中古販売大手のイオシスが、SIMフリー版未使用品約2,400台を入荷したと発表[44]。定価13,000円の純正ワイヤレス充電器を付属して当初の希望小売価格の1/6以下となる24,800円に設定した。同社の宣伝担当は「2024年の締め括りにふさわしい超大ネタをぶっこみました!!」と投稿している[45]。なおイオシスは2022年1月に本製品の買取価格を0円と設定していた時期があった[46]。

## 不祥事・トラブル
- バルミューダ社がスマートフォン市場に参入すると発表する直前の2021年5月13日正午ごろに同社の社外取締役を務めていたジンズホールディングス社長の田中仁が誤って、バルミューダ社が売買を承認した期間外に同社株を購入していたことが判明した。同社は当初「悪意をもって行われたものではない」としていたが、第三者を交えた再調査を行った結果、「インサイダー取引にあたる恐れがある」として、同年11月に関係者に対して役員報酬の全額返納を含む処分を発表した[47][48]。田中は同年12月24日付けでバルミューダ社の社外取締役を辞任した[49]。5月の事件を半年以上経過してから公表したことについて、ユーザーからは同社スマホの発表日である11月16日より前に不祥事を明らかにするのは避けたかったのでは、といった見方も一部から浮上するなど、その遅すぎる公表に疑惑の視線が集まった[26]。
- 2022年1月、製造を委託している京セラから「技術適合証明の認証に確認すべき事項が発生した」との連絡を受けたことを販売元のバルミューダとソフトバンクが明らかにした。これを受けて、ソフトバンクは同月7日から、バルミューダも同月10日から本製品の販売を一時停止していた[50][51][52]。その後、一部の周波数帯域で干渉ノイズが許容値を超える可能性があることが判明したことから、修正ソフトウェアを適用した上で同年1月14日から販売を再開した。既に販売した端末についてはソフトウェアのアップデートで対応するとしている[53]。